# جويس ريكيتس
جويس ريكيتس (بالإنجليزية: Joyce Ricketts)‏ هي لاعبة كرة قاعدة أمريكية، ولدت في 25 أبريل 1933 في أوكاوكا في الولايات المتحدة، وتوفي بنفس المكان في 8 مايو 1992.